# Куп Србије и Црне Горе у фудбалу 2004/05.
Куп Србије и Црне Горе у фудбалу 2004/05. била је трећа сезона годишњег националног фудбалског купа Србије и Црне Горе. Бранилац титуле била је београдска Црвена звезда. Није успела да и одбрани титулу пошто је у финалу поражена од Железника резултатом 0 : 1.

## Прво коло
| Тим 1               | Тим 2                   | Резултат         |
| ------------------- | ----------------------- | ---------------- |
| Шумадија 1903       | Зета                    | 1 : 2            |
| Будућност Подгорица | Борац Чачак             | 3 : 1            |
| Сутјеска            | Чукарички               | 0 : 1            |
| Партизан            | Раднички Београд        | 4 : 1            |
| Смедерево           | Јединство Уб            | 1 : 0            |
| Раднички Пирот      | Хајдук Кула             | 1 : 0            |
| Црвена стијена      | Земун                   | 1 : 0            |
| Напредак            | Рад                     | 0 : 3            |
| Јавор               | Раднички Обреновац      | 1 : 1 (пен: 3:2) |
| Раднички Шид        | Ком                     | 1 : 2            |
| ЧСК Пивара          | Будућност Банатски Двор | 1 : 2            |
| Раднички Ниш        | Железник                | 0 : 1            |
| Нови Сад            | Војводина               | 1 : 1 (пен: 5:6) |
| ОФК Београд         | Млади Радник            | 2 : 1            |
| Мокра Гора          | Обилић                  | 1 : 5            |
| Младост Апатин      | Црвена звезда           | 0 : 1            |

## Друго коло
| Тим 1               | Тим 2                   | Резултат         |
| ------------------- | ----------------------- | ---------------- |
| Чукарички           | Будућност Банатски Двор | 3 : 1            |
| Војводина           | Партизан                | 1 : 3            |
| Зета                | Железник                | 0 : 1            |
| Будућност Подгорица | Смедерево               | 0 : 0 (пен: 1:3) |
| Црвена звезда       | Јавор                   | 2 : 0            |
| Обилић              | Ком                     | 2 : 0            |
| Рад                 | ОФК Београд             | 0 : 0 (пен: 5:4) |
| Црвена стијена      | Раднички Пирот          | 1 : 1 (пен: 1:3) |

## Четвртфинале
| Тим 1          | Тим 2     | Резултат         |
| -------------- | --------- | ---------------- |
| Црвена звезда  | Смедерево | 2 : 1            |
| Партизан       | Обилић    | 1 : 0            |
| Железник       | Чукарички | 1 : 1 (пен: 3:2) |
| Раднички Пирот | Рад       | 0 : 1            |

## Полуфинале
| Железник                                    | 3 : 0 | Рад |
| ------------------------------------------- | ----- | --- |
| Милошевић 6’ · Новаковић 71’ · Ћетковић 76’ |       |     |

| Црвена звезда                | 2 : 0    | Партизан |
| ---------------------------- | -------- | -------- |
| Жигић 10’ · Кривокапић 90+3’ | Извештај |          |

## Финале
| Црвена звезда | 0 : 1 | Железник        |
| ------------- | ----- | --------------- |
|               |       | Рађеновић 90+1’ |